# شین گور
شین گور (انگلیسی: Shane Gore؛ زادهٔ ۲۸ اکتبر ۱۹۸۱) بازیکن فوتبال اهل بریتانیا است.
از باشگاه‌هایی که در آن بازی کرده‌است می‌توان به باشگاه فوتبال میدنهد یونایتد، باشگاه فوتبال پیتربورو یونایتد، باشگاه فوتبال ویلدستون، باشگاه فوتبال ایست تاروک یونایتد، باشگاه فوتبال چشام یونایتد، باشگاه فوتبال لوتون تاون، باشگاه فوتبال هاوانت و واترلوویل، باشگاه فوتبال استیونج، باشگاه فوتبال ویمبلدون، باشگاه فوتبال بارنت، و باشگاه فوتبال سنت آلبنز سیتی اشاره کرد.